# Им Наён
Им Наён (кор. 임나연, 林娜璉; род. 22 сентября 1995, Сеул), более известная как Наён, — южнокорейская певица и танцовщица. Самая старшая участница и вокалистка гёрл-группы Twice. Начала свою сольную карьеру 24 июня 2022 года с мини-альбомом Im Nayeon.

## Биография

### Ранняя жизнь

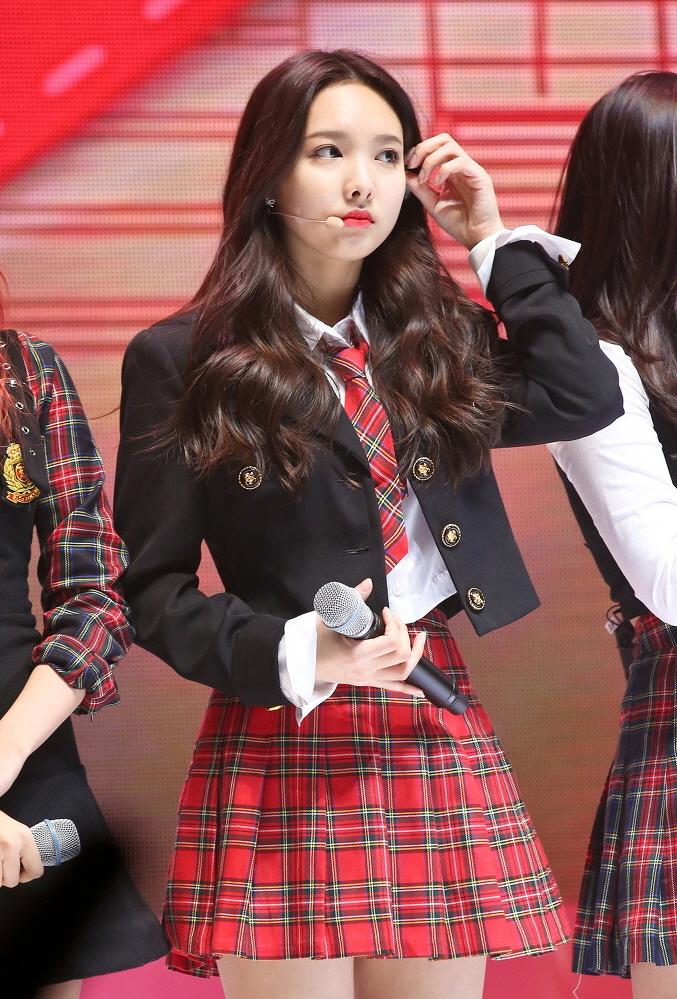
Наён в декабре 2015 года

Им Наён родилась 22 сентября 1995 года в Сеуле, Республика Корея. 15 сентября 2010 года тайно прошла седьмое открытое прослушивание в JYP Entertainment, и была принята на стажировку, чтобы в будущем дебютировать в тогда запланированной женской группе 6mix, однако дебют не состоялся по причине ухода двух трейни. Она также снялась в эпизодической роли во втором эпизоде дорамы 2012 года «Одержимые мечтой 2». В 2014 году снялась в клипе Got7 «Girls Girls Girls», «No Love» Jun. K и «Only You» miss A. Также принимала участие в съёмках рекламных роликов.

### 2015—настоящее время: участие вSixteen, дебют в Twice и сольный дебют
5 мая 2015 года в эфир вышло реалити-шоу на выживание «Sixteen», по результатам которого Пак Чинён должен был набрать новую женскую группу. Наён приняла там участие и попала в состав по выбору продюсера. 20 октября состоялся дебют Twice с синглом «Like Ooh-Ahh» и дебютным альбомом The Story Begins. В группе Наён является самой старшей участницей, ведущей вокалисткой и лицом коллектива. В ежегодном музыкальном опросе Gallup Korea в 2017 году Наён была признана шестым по популярности айдолом в Южной Корее, опередив всех своих коллег по группе. В опросе 2018 года она снова заняла шестое место, получив 6,7 % голосов. В 2019 году она заняла пятое место, получив 8,2 % голосов. В 2019 году Наён также заняла восьмое место среди самых популярных девушек K-pop айдолов в опросе солдат, проходящих обязательную военную службу в Республике Корея.
19 мая 2022 года было объявлено, что Наён дебютирует в качестве сольной исполнительницы 24 июня со своим мини-альбомом Im Nayeon. 10 июля Наён получила первую награду на музыкальном шоу Inkigayo.

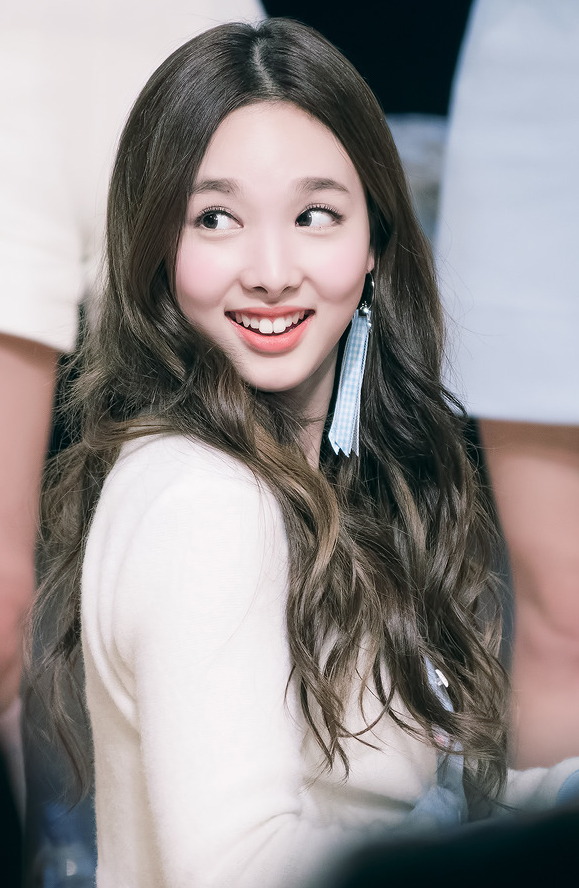
Наён на фан-митинге, март 2017

## Дискография

### Мини-альбомы
| Название  | Детали |
| --------- | --- |
| Im Nayeon | - Релиз: 24 июня 2022 - Лейбл: JYP Entertainment, Republic Records - Формат: цифровая дистрибуция, CD, потоковое мультимедиа |
| NA        | - Релиз: 14 июня 2024 - Лейбл: JYP Entertainment, Republic Records - Формат: цифровая дистрибуция, CD, потоковое мультимедиа |

### Авторство в написании песен
| Год  | Песня            | Альбом                  | Примечания           |
| ---- | ---------------- | ----------------------- | -------------------- |
| 2017 | «24/7»           | Twicetagram             | Совместно с Чжихё    |
| 2019 | «Rainbow»        | Feel Special            | N/A                  |
| 2019 | «21:29»          | Feel Special            | Совместно с TWICE    |
| 2020 | «Make Me Go»     | More & More             | N/A                  |
| 2020 | «Depend on You»  | Eyes Wide Open          | N/A                  |
| 2021 | «Baby Blue Love» | Taste of Love           | N/A                  |
| 2021 | «F.I.L.A»        | Formula of Love: O+T=<3 | N/A                  |
| 2022 | «Love Countdown» | Im Nayeon               | Совместно с Wonstein |
| 2022 | «All or Nothing» | Im Nayeon               | N/A                  |
| 2022 | «Celebrate»      | Celebrate               | Совместно с TWICE    |

## Фильмография

### Телесериалы
| Год  | Название           | Роль                           | Примечание | Ссылка |
| ---- | ------------------ | ------------------------------ | ---------- | ------ |
| 2012 | Одержимые мечтой 2 | Юн И — партнер бонга по танцам | Камео      | [ 5 ]  |

### Телевизионные-шоу
| Год  | Название                          | Роль      | Ссылка |
| ---- | --------------------------------- | --------- | ------ |
| 2015 | Sixteen                           | Участница |        |
| 2018 | Idol Star Athletics Championships | Ведущая   | [ 20 ] |

### Веб-шоу
| Год  | Название       | Роль      | Ссылка |
| ---- | -------------- | --------- | ------ |
| 2020 | Захватить свет | Саму себя | [ 21 ] |